# Dicranomyia lindsayi
Dicranomyia lindsayi là một loài ruồi trong họ Limoniidae. Chúng phân bố ở miền Australasia.